# .la
.la је највиши Интернет домен државних кодова за Лаос.